# Deqing (häradshuvudort i Kina)
Deqing är en häradshuvudort i Kina. Den ligger i provinsen Zhejiang, i den östra delen av landet, omkring 38 kilometer nordväst om provinshuvudstaden Hangzhou. Antalet invånare är 491 789. Befolkningen består av 241 048 kvinnor och 250 741 män. Barn under 15 år utgör 11,0 %, vuxna 15-64 år 77 %, och äldre över 65 år 10,0 %.
Runt Deqing är det tätbefolkat, med 570 invånare per kvadratkilometer. Närmaste större samhälle är Wukang, 0,37 km söder om Deqing. Trakten runt Deqing består till största delen av jordbruksmark.
Genomsnittlig årsnederbörd är 1 869 millimeter. Den regnigaste månaden är juni, med i genomsnitt 328 mm nederbörd, och den torraste är november, med 74 mm nederbörd.